# Destruction (film 1915)
Destruction è un film muto del 1915 diretto da Will S. Davis. Secondo i dati del copyright, il regista firmò anche la sceneggiatura, basata su Lavoro, romanzo del 1901 di Émile Zola. Altre fonti riportano come sceneggiatore il nome di Nixola Daniels mentre altre quello di Bernard Chapin come autore del lavoro teatrale. Il film aveva come protagonista Theda Bara; gli altri interpreti erano J. Herbert Frank, James A. Furey, Gaston Bell, Warner Oland, Esther Hoier, James Sheridan, Arthur Morrison.
Prodotto e distribuito dalla Fox Film Corporation, il film - girato nel New Jersey - uscì nelle sale il 26 dicembre 1915.
La pellicola, come la gran parte dei film interpretati da Theda Bara, è considerata perduta.
Nel 1919, il regista francese Henri Pouctal girò un altro adattamento dal romanzo di Émile Zola, film che si intitolava Travail.

## Trama
Ferdinande Martin sposa Fremont puntando a diventarne l'erede alla sua morte. Ma il marito muore prima di poter cambiare testamento e il patrimonio passa tutto a suo figlio. La donna, allora, progetta di ucciderlo per impadronirsi lei dell'eredità.

## Produzione
Il film fu prodotto da William Fox per la sua compagnia, la Fox Film Corporation.

## Distribuzione
Il copyright del film, richiesto da William Fox, fu registrato il 26 dicembre 1915 con il numero LP7296. Lo stesso giorno, distribuito dalla Fox Film Corporation, il film uscì nelle sale cinematografiche statunitensi. In Francia, fu distribuito il 16 aprile 1920 con il titolo La Ravageuse; con lo stesso titolo, uscì anche in Algeria il 15 ottobre 1920.
Non si conoscono copie ancora esistenti della pellicola che viene considerata presumibilmente perduta.